# Owen Willans Richardson
Sir Owen Willans Richardson (Dewsbury (Yorkshire), 26 april 1879 – Alton (Hampshire), 15 februari 1959) was een Engelse natuurkundige, een hoogleraar op Princeton-universiteit van 1906 tot 1913 en een ontvanger van de Nobelprijs voor Natuurkunde in 1928 voor zijn werk aan het thermionisch fenomeen en in het bijzonder de ontdekking van de naar hem genoemde wet (namelijk het wiskundig verband tussen de temperatuur van de draad en het aantal uitgezonden deeltjes).

## Biografie
Richardson was de oudste van drie kinderen van Joshua Henry en Charlotte Maria Williams Richardson. Hij genoot zijn opleiding aan de Batley Grammar School en Trinity College in Cambridge die hij afsloot met First Class Honours in de natuurwetenschap. Na zijn afstuderen in 1900 begon hij aan zijn onderzoek naar thermionische emissie aan het Cavendish-laboratorium. In 1902 werd hij Fellow bij Trinity en promoveerde in 1904 aan de Universiteit van Londen.
Van 1906 tot 1913 was hij hoogleraar natuurkunde aan de Princeton-universiteit. Aansluitend keerde hij terug naar Groot-Brittannië, waar hij van 1914 tot 1944 Wheatstone Professor of Physics was aan het King's College van de Universiteit van Londen, waar hij vanwege de Eerste Wereldoorlog pas in 1924 echt aan de slag kon.
In 1906 huwde Richardson Lilian Maud Wilson, de zus van zijn Cavendish-collega Harold Wilson. Samen kregen ze twee zonen en een dochter. Richardsons eigen zuster, Charlotte Maria, trad in het huwelijk met de Amerikaanse natuurkundige en Nobelprijslaureaat Clinton Davisson, die Richardsons promovendus was in Princeton. Na Lilians dood in 1945 hertrouwde hij in 1948 fysicus Henriette M.G. Rupp.

## Werk
Aanvankelijk deed Richardson onderzoek naar de eigenschappen van het elektron, maar vanaf 1901 richtte hij zich op het gebied waarin hij beroemd werd, de 'thermionica', een begrip dat hij zelf had bedacht. Hij onderzocht de lading die een metaal bevatte bij hoge of lage temperaturen. Hij werd hierdoor geïnspireerd door metingen die Julius Elster en Hans Geitel tussen 1882 en 1889 verrichtten. Uit deze metingen volgde dat metalen bij hoge temperatuur en lage druk de neiging hebben een negatieve lading te krijgen. Bij een lage temperatuur en hoge druk hebben metalen juist de neiging positief te laden. De algemene gedachte was dat dit meer lag aan de gassen in de omgeving. Richardson deelde deze gedachte niet en zocht daarom naar de reactie van metalen bij deze druk- en temperatuuromstandigheden met zo min mogelijk lucht eromheen. Dit was in zijn tijd een stuk moeilijker dan nu, maar in 1901 lukte het hem om een verband op te stellen voor de emissie stroomdichtheid J (A/m²) die het metaal verliet.
{\displaystyle J=AT^{2}e^{-w/{kT}}}
In de bovenstaande formule is T de absolute temperatuur in kelvin; w en A zijn eigenschappen van het materiaal. w is hierin de uittreearbeid, de hoeveelheid arbeid die verricht moet worden om één elektron te onttrekken uit het materiaal, terwijl A de materiaalconstante van Richardson is. k is de boltzmannconstante. Deze wet is later nog verder uitgewerkt en uitgebreid getest. Hierover is meer te lezen in Richardsons lezing.
Voor zijn experimenten gebruikt hij in eerste instantie platina. Toen vanaf 1913 wolfraam beschikbaar kwam, dat een hoger smeltpunt heeft en verkrijgbaar was in grotere hoeveelheden, stapte hij over en kon hij nog hogere temperaturen bereiken.
In 1920 kreeg hij de Hughes medaille van de Royal Society (waar hij lid van was) voor zijn werk aan thermionische emissie wat de basis van de vacuümbuis is. In 1928 ontving hij de Nobelprijs en hij werd in 1939 geridderd. Tevens diende hij van 1926 tot 1928 als president van de Physical Society.
Hij deed ook onderzoek naar het foto-elektrisch effect, het gyromagnetisch effect, de uitstoot van elektronen bij chemische reacties, zachte röntgenstralen en het spectrum van waterstof.